# Hawthorne, California
Hawthorne este un oraș din California, SUA. Se află la o altitudine de 72 picioare deasupra nivelului mării. Are o suprafață de 15,779285 km² și 15,779291 km². Populația este de 88.083 locuitori, determinată în 1 aprilie 2020, prin recensământ.

## Personalități născute aici
- Tyler Gregory Okonma (cunoscut ca Tyler, The Creator, n. 1991), rapper, producător muzical.